# 松永修岳
松永 修岳（まつなが しゅうがく、1953年 - ）は、日本の経営戦略コンサルタント。
現代科学の最新データを基に、脳科学や心理学と奇門遁甲などの運命学を統合した独自の理論体系『ラックマネージメント®』を駆使し、様々な企業の経営戦略を指導している。

## 概要
『運と風水』の専門家、修験道空海密教の大行満大阿闍梨でもある。株式会社エンライトメントハートコーポレーション会長、ラックマネージメント・フォーラム代表、（社）日本建築医学協会理事長、（社）国際風水科学協会理事長、（財）初代タイガーマスク基金運営代表を務める。

## 経歴
岐阜県・養老生まれ。明治大学卒業。
19歳の頃より奇門遁甲、風水、四柱推命などの運命学を学び、さらに東洋医学、哲学、心理学などの分野についても研鑽を重ねる。数々の修行・荒行を経て、究極の荒行と言われる千日回峰行で開眼する。

## 著書
- 一生お金に困らない人のための運の習慣（中経出版）
- 運に好かれる人、見放される人（ダイヤモンド社）
- 女の運の磨き方（永岡書店）
- 運の管理学（講談社）
- 人生の流れを別ものに変える風水の住まい（講談社）
- 人生の95％は運しだい（第二海援隊）
- 社運・金運を呼びよせる21世紀経営戦略（第二海援隊）
- 強運革命（廣済堂）
- 建築医学入門－代替医療としての住環境（一光社）
- 風水鑑定教科書（一光社）
- 風水リーダーテキスト−風水指導書（一光社）
- 気の写真集（一光社）
- 運がよくなる 月の習慣、太陽の習慣（幻冬舎）
- 空海の財運術（サンマーク出版）
- 運を引き寄せる魔法の習慣（永岡書店）
- 心訳　空海の言葉（角川マガジンズ）